# Bignonia corymbosa
Bignonia corymbosa là một loài thực vật có hoa trong họ Chùm ớt. Loài này được (Vent.) L.G.Lohmann mô tả khoa học đầu tiên năm 2008.